# Fort Rouge (circonscription électorale)
Pour les articles homonymes, voir Fort Rouge.
Circonscription électorale provinciale du Canada
Fort Rouge est une circonscription électorale provinciale du Manitoba (Canada).
Localisée au centre de la ville de Winnipeg, la circonscription est bordée à l'est par Saint-Boniface, au sud par Fort Garry-Riverview, au nord par Logan et à l'ouest par River Heights.

## Liste des députés
| Fort Rouge                                                               | Fort Rouge      | Fort Rouge                | Fort Rouge      | Fort Rouge  | Fort Rouge |
| Nom                                                                      | Nom             | Parti                     | Mandat          | Législature |            |
| ------------------------------------------------------------------------ | --------------- | ------------------------- | --------------- | ----------- | ---------- |
|                                                                          | Gurney Evans    | Progressiste-conservateur | 1958 - 1959     | 25e         |            |
|                                                                          | Gurney Evans    | Progressiste-conservateur | 1959 - 1962     | 26e         |            |
|                                                                          | Gurney Evans    | Progressiste-conservateur | 1962 - 1966     | 27e         |            |
|                                                                          | Gurney Evans    | Progressiste-conservateur | 1966 - 1969     | 28e         |            |
|                                                                          | Inez Trueman    | Progressiste-conservateur | 1969 - 1973     | 27e         |            |
|                                                                          | Lloyd Axworthy  | Libéral                   | 1973 - 1977     | 28e         |            |
|                                                                          | Lloyd Axworthy  | Libéral                   | 1977 - 1979     | 29e         |            |
|                                                                          | June Westbury   | Libéral                   | 1979 - 1981     | 29e         |            |
|                                                                          | Roland Penner   | Néo-démocrate             | 1981 - 1986     | 32e         |            |
|                                                                          | Roland Penner   | Néo-démocrate             | 1986 - 1988     | 33e         |            |
|                                                                          | Jim Carr        | Libéral                   | 1988 - 1990     | 34e         |            |
| Voir circonscriptions de Broadway, Osborne et Crescentwood (1990 - 1999) |                 |                           |                 |             |            |
|                                                                          | Tim Sale        | Néo-démocrate             | 1999 - 2003     | 37e         |            |
|                                                                          | Tim Sale        | Néo-démocrate             | 2003 - 2007     | 38e         |            |
|                                                                          | Jennifer Howard | Néo-démocrate             | 2007 - 2011     | 39e         |            |
|                                                                          | Jennifer Howard | Néo-démocrate             | 2011 - 2016     | 40e         |            |
|                                                                          | Wab Kinew       | Néo-démocrate             | 2016 - 2019     | 41e         |            |
|                                                                          | Wab Kinew       | Néo-démocrate             | 2019 - 2023     | 42e         |            |
|                                                                          | Wab Kinew       | Néo-démocrate             | 2023 - en cours | 43e         |            |